# Nikaia-Agios Ioannis Rentis
 Nikaia-Agios Ioannis Renti  (Grieks: Νίκαια-Άγιος Ιωάννης Ρέντη) is sedert 2011 een fusiegemeente (dimos) in de Griekse bestuurlijke regio (periferia) Attica.
De twee deelgemeenten (dimotiki enotita) van de fusiegemeente zijn:
- Agios Ioannis Renti (Άγιος Ιωάννης Ρέντη)
- Nikaia of Nikaia Attikis (Νίκαια of Νίκαια Αττικής)